# Santiago Abascal
Abascal  Conde est un nom espagnol. Le premier nom de famille, en général paternel, est Abascal ; le second, en général maternel, souvent omis, est Conde.
Santiago Abascal Conde [sanˈtjaɣo aβasˈkal ˈkonde], né le 14 avril 1976 à Bilbao, est un homme politique espagnol.
Il est président du parti politique d'extrême droite Vox.
Lors des élections générales d'avril 2019, il est élu député dans la circonscription électorale de Madrid.

## Biographie
Santiago Abascal Conde naît le 14 avril 1976 à Bilbao. Son père était membre du parti Alliance populaire et son grand-père maire franquiste de la ville d'Amurrio.

### Parcours politique
De 1994 à 2013, il milite au Parti populaire (PP), sous la bannière duquel il est député au Parlement basque entre 2004 et 2009. Il occupe des fonctions importantes dans la communauté autonome de Madrid grâce à son amitié avec Esperanza Aguirre, qui en est la présidente de 2003 à 2012.
Critiquant les positions de son parti dans plusieurs domaines (scandales de corruption touchant le PP, politique antiterroriste, attitude vis-à-vis des nationalismes basque et catalan) il quitte le PP en novembre 2013 et participe, en janvier 2014, au lancement de Vox, parti se présentant comme une alternative à la particratie du PP et du Parti socialiste espagnol (PSOE) et dont le programme prône la « régénération » de la démocratie et la défense de « l'unité de l'Espagne »,.
Abascal est élu président de Vox en septembre 2014. Depuis, il entend briguer la fonction de président du gouvernement d'Espagne,,.
En première position sur la liste de Vox dans la circonscription de Madrid pour les élections générales d’avril 2019, il est élu député. Il est réélu lors des élections générales anticipées de novembre 2019 ; lors de ce scrutin, après avoir privilégié la lutte contre l’immigration et contre les velléités indépendantistes aux sujets économiques et sociétaux, son parti passe de 10 % et 24 élus (lors des élections d’avril) à 15 % et 52 élus.

### Positionnement politique
Le programme politique de Santiago Abascal comprend en 2018 l'expulsion de tous les immigrés illégaux, la construction de « murs infranchissables » dans les enclaves espagnoles d'Afrique de Ceuta et Melilla, l'interdiction de l'enseignement de l'islam, l'exaltation des « héros nationaux », la fin des subventions à « tous les organismes féministes », la suppression des parlements régionaux et l'opposition aux séparatismes catalan ou autres. Le magazine Le Point rapproche Santiago Abascal de Marine Le Pen, Viktor Orbán, Frauke Petry, ou Geert Wilders, qui seraient ses inspirateurs. Il est également admirateur de Donald Trump, Jair Bolsonaro et Matteo Salvini
Il intervient pour qu'une rue de Madrid conserve le nom de José Millan-Astray, général franquiste de haut rang, responsable de crimes de guerre pendant la guerre du Rif et dirigeant la propagande franquiste pendant la guerre civile espagnole. Il déclare aussi que le gouvernement de Pedro Sanchez est pire que la dictature de Franco,. Il s'oppose à l'exhumation de Francisco Franco de son mausolée,, et à celle du général Gonzalo Queipo de Llano. En 2019, il déclare que les défenseurs de l'œuvre de Franco ont tout à fait leur place au sein de Vox.
Il fait de la lutte contre le féminisme — qu'il qualifie de « féminazisme » — l'une de ses priorités. Hostile à la politique de lutte contre les violences de genre, il estime que les hommes sont stigmatisés par les féministes. Climato-négationniste, il estime que le réchauffement climatique est la « plus grande escroquerie de l’histoire ».
Sur les questions économiques, il revendique l'héritage de José Maria Aznar (président du gouvernement de 1996 à 2004), se montre partisan d'une ligne libérale et conservatrice, prévoyant notamment de fortement réduire les dépenses publiques.

### Engagement associatif
Il est l’un des fondateurs de la Fondation pour la défense de la nation espagnole (DENAES), qu'il préside entre 2006 et 2014, lorsqu'il est élu président de Vox.

## Détail des mandats et fonctions

### Au Congrès des députés
- Député aux Cortes generales (depuis le 14 mai 2019)

### Au niveau local
- Député au Parlement basque (du 14 janvier 2004 au 22 février 2005 puis du 4 octobre 2005 au 6 janvier 2009)
- Conseiller municipal de Llodio (du 13 juin 1999 au 16 juin 2007)

### Au sein de Vox
- Président de Vox (depuis le 20 septembre 2014)

## Essais
- Secesión y exclusión en el País Vasco, Ikusager Ediciones, Vitoria, 2004.

- ¿Derecho de autodeterminación? Sobre el pretendido derecho de secesión del "Pueblo Vasco", Centro de Estudios Políticos y Constitucionales, Madrid, 2004.
- La farsa de la autodeterminación. El plan Ibarretxe: al asalto del País Vasco y España, Ediciones Áltera, Barcelona, 2005.
- En defensa de España. Razones para el patriotismo español, Ediciones Encuentro, Madrid, 2008. Avec Gustavo Bueno Sánchez.
- No me rindo, La Esfera de los Libros, Madrid, 2014. Avec Gonzalo Altozano.
- Hay un camino a la derecha, Stella Maris, Madrid, 2015. Avec Kiko Méndez-Monasterio.
- avec Fernando Sánchez Dragó et Kiko Méndez-Monasterio, Santiago Abascal. España Vertebrada, Editorial Planeta, 2019.